# XBIZ

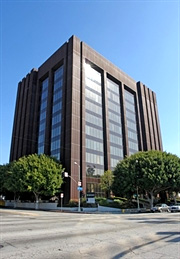
⠀⠀⠀⠀⠀

XBIZ é uma das principais fontes de notícias e informações de negócios para a indústria de entretenimento adulto.
Além de seu website Xbiz.com, a XBIZ publica duas revistas mensais do comércio, exposições e congressos do setor, e facilita a criação de redes entre os profissionais da indústria adulta online através de business to business de serviços profissionais de rede. Os representantes da empresa XBIZ são frequentemente citados nos artigos da mídia sobre as tendências e as práticas da indústria.
Em 2003 foi realizado a primeira entrega do XBIZ Award, cerimônia de premiação organizado pela empresa criado para homenagear os "indivíduos, empresas, artistas e produtos que desempenham um papel essencial no crescimento e sucesso do entretenimento adulto". A premiação coincide com a Conferência XBIZ.